# Інцидент з DC-10 над Віндзором
Інцидент з DC-10 над Віндзором (також відомий, як Віндзорський інцидент) — авіаційний інцидент, що стався у понеділок 12 червня 1972 року в небі біля Віндзора (Онтаріо, Канада). Пасажирський авіалайнер McDonnell Douglas DC-10-10 американської авіакомпанії American Airlines виконував плановий рейс AA 096 за маршрутом Лос-Анджелес — Детройт — Баффало — Нью-Йорк, але через 5 хвилин після вильоту з Детройтського міжнародного аеропорту на висоті приблизно 3580 метрів від нього відірвалися двері групового відсіку і це створило вибухову декомпресію, в результаті якої підлога в салоні була проламана і були обірвані кабелі управління хвостовим оперенням; також уламками було пошкоджено двигун № 2 (центральний) та лівий горизонтальний хвостовий стабілізатор. Незважаючи на часткову втрату управління, екіпаж зумів відновити контроль над літаком та повернутися до Детройту. Ніхто з 67 осіб (56 пасажирів і 11 членів екіпажу), що знаходилися на борту літака, не загинув, але 11 з них (9 пасажирів і 2 стюардеси) отримали незначні травми.

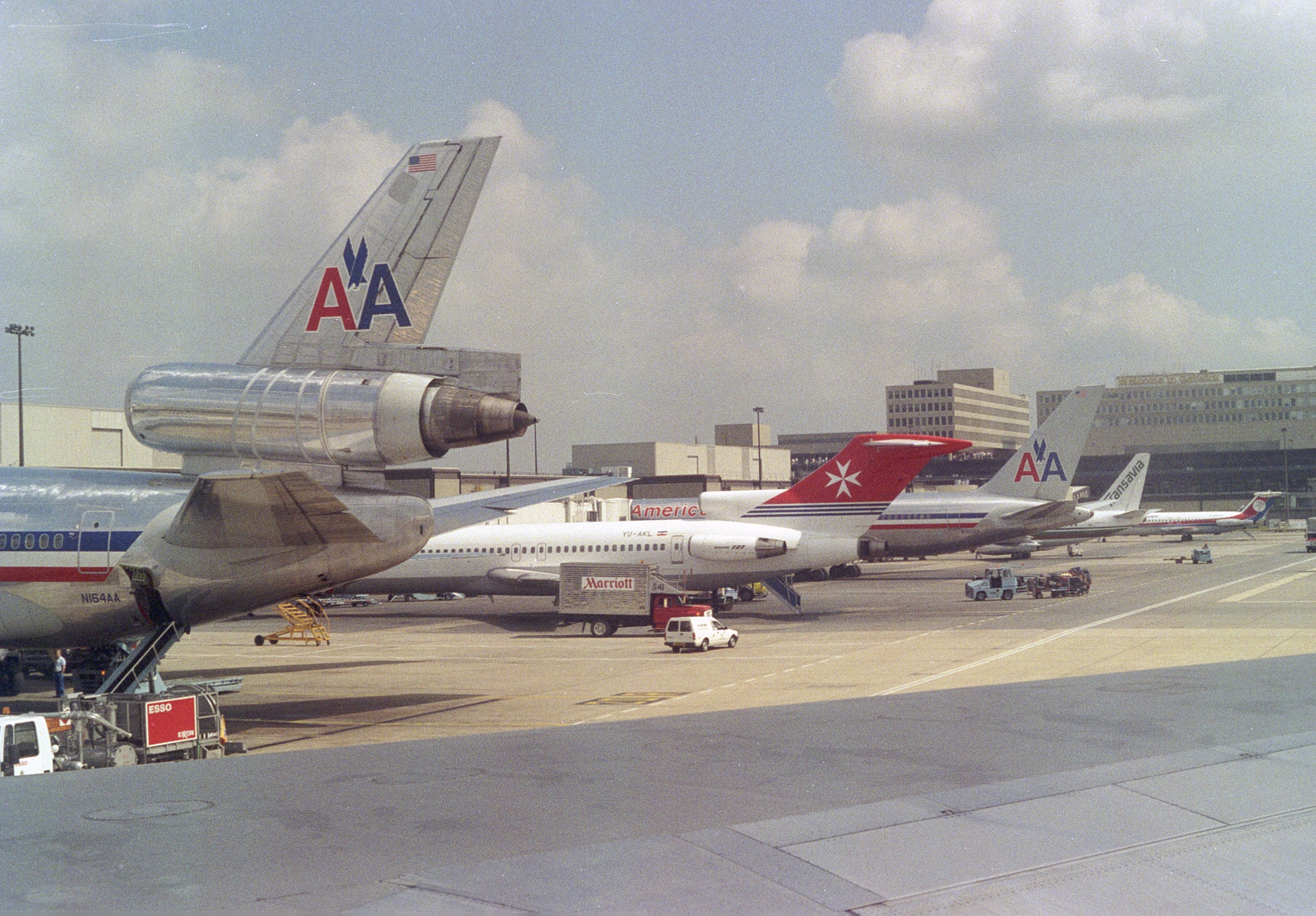
Хвостова частина постраждалого DC-10. Видні відкриті двері заднього грузового відсіку рейсу AA 096.

Імовірною причиною інциденту були названі конструктивні недоліки запірного механізму дверей заднього вантажного відсіку літаків DC-10, внаслідок чого наземний персонал міг вирішити, що двері зачинені, тоді як насправді засувки дверей не були зафіксовані в закритому положенні. Компанії-виробнику літака було вказано допрацювати конструкцію задніх вантажних дверей, щоб уникнути повторення інциденту, але через 2 роки під Парижем з цієї ж причини розбився турецький DC-10, внаслідок чого загинули всі 346 людей, що на той час робило її найбільшою авіакатастрофою у світі.

## Літак
McDonnell Douglas DC-10-10 (реєстраційний номер N103AA, заводський 46503, серійний 005 — 5-й за рахунком DC-10) був випущений компанією McDonnell Douglas 11 лютого 1971 року, а 28 липня проданий авіакомпанії American Airlines, де на день (29 липня) отримав бортовий номер N103AA, будучи 3-м за рахунком DC-10 у цій авіакомпанії. Оснащений трьома газотурбінними двигунами General Electric CF6-6D. У пасажирському салоні було 15 місць першого класу, 30 місць бізнес-класу, 120 місць у першому економ-класі та 100 місць у другому економ-класі. Літак був належним чином сертифікований та обслуговувався відповідно до вимог авіакомпанії та Федерального управління цивільної авіації. На день інциденту налітав 2142 години 13 хвилин, у тому числі 8 годин 47 хвилин з моменту останнього періодичного обслуговування. Остання основна перевірка проводилася 26 квітня 1972 року, після чого авіалайнер налітав 1825 годин.

## Екіпаж
На борт літака піднявся дуже досвідчений екіпаж. На борту було 11 членів екіпажу, з них 3 пілоти та 8 стюардес.

## Хронологія подій
McDonnell Douglas DC-10-10 борт N103AA виконував плановий пасажирський рейс AA 096 з Лос-Анджелеса до Нью-Йорка з проміжними посадками в Детройті та Буффало. Затримавшись у Лос-Анджелесі на 46 хвилин, рейс 096 вилетів о 14:36 і без пригод прибув до Детройта, де приземлився о 18:36. Тут на борт завантажили авіапальне, багаж та пасажирів. Розрахункова злітна вага складала 136 480 кілограмів, що було в межах норми. За спогадами службовця аеропорту, який закривав задні вантажні двері, та зачинилася насилу, і навіть довелося постукати по ручці дверей, щоб защемити її, а також підперти двері коліном. Фактично це призвело до того, що запірний механізм опинився в трохи зведеному стані, хоча на пульті, за спогадами бортінженера, сигнальна лампа відкриття цих дверей не горіла.

## Наслідки

### Подальша доля літака
Після інциденту борт N103AA був відновлений та продовжив експлуатуватися в American Airlines. У 1993 році він був відставлений від роботи та поставлений на зберігання. У 1996 році авіалайнер придбала авіакомпанія FedEx Express, яка планувала переробити його у вантажний. Однак літак так і не був перероблений, а в 2002 році був списаний і розбитий на брухт.

### Катастрофа в Ерменовілі

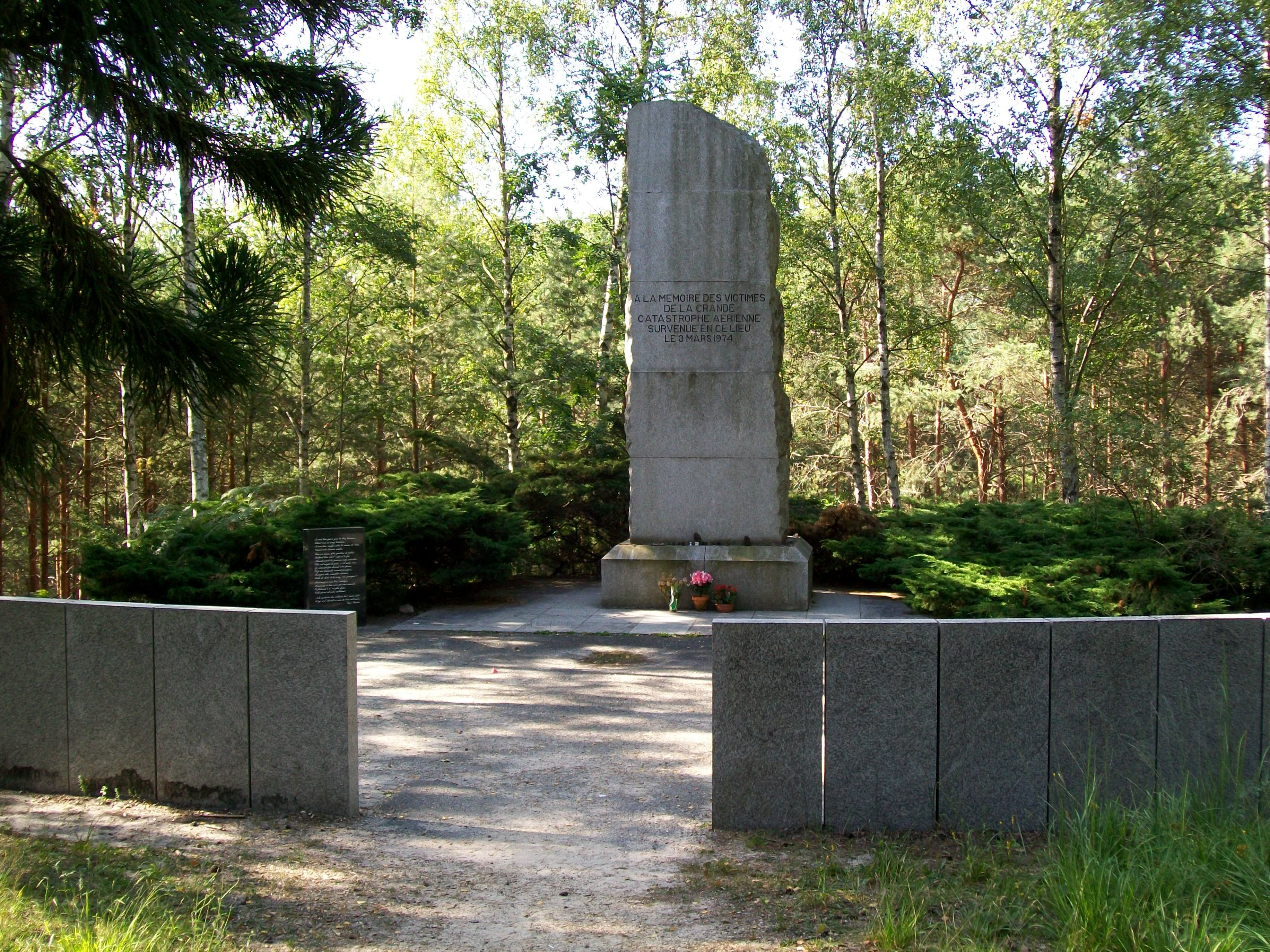
Меморіал катастрофі рейсу 981

3 березня 1974 року, через 628 днів після «Вінсорського інциденту», у Франції (за 37 кілометрів від Парижа) через кілька хвилин після зльоту розбився DC-10-10 Turkish Airlines, внаслідок чого загинули всі 346 людей, що знаходилися на борту, що тоді робило цю авіакатастрофу найбільшою у світі.
У ході розслідування було встановлено, що катастрофа сталася з тієї ж причини, що й у випадку інциденту над Віндзором. Незважаючи на рекомендації NTSB, жодна з них не була виконана на літаку, що розбився. Все, чим обмежилася McDonnell Douglas, це встановлення оглядового вікна на двері для перевірки положення фіксаторів, а поруч із вікном була наклеєна інструкція. У випадку з турецьким літаком, написи на табличці були виконані англійською та турецькою мовами, тоді як вантажник у Паризького аеропорту Орлі Мохаммед Махмуді (англ. Mohammed Mahmoudi), який зачиняв двері, був за національністю алжирцем і не знав цих мов, а тому не проконтролював надійність закриття вантажних дверей.

## Культурні аспекти
Інцидент з рейсом 096 American Airlines показаний у 5 сезоні канадського документального телесеріалу Розслідування авіакатастроф у серії За зачиненими дверима. У серії також розповідається і про катастрофу DC-10 під Парижем.